# 77. ceremonia wręczenia Oscarów
77. ceremonia rozdania Oscarów odbyła się 27 lutego 2005 w Kodak Theatre w Los Angeles. Gospodarzem ceremonii wręczania Oscarów był Chris Rock.

## Laureaci
Najwięcej Oscarów otrzymał Aviator Martina Scorsese (5 statuetek), ale były one przeważnie za osiągnięcia techniczne i uznano za największego przegranego. 4 Statuetki, w tym za najlepszy film, otrzymał Za wszelką cenę Clinta Eastwooda i ten film jest uznany za zwycięzcę.

### Najlepszy film
- Clint Eastwood, Albert S. Ruddy, Tom Rosenberg – Za wszelką cenę
- Michael Mann, Graham King – Aviator
- Richard N. Gladstein, Nellie Bellflower – Marzyciel
- Taylor Hackford, Stuart Benjamin, Howard Baldwin – Ray
- Michael London – Bezdroża

### Najlepszy aktor
- Jamie Foxx – Ray
- Leonardo DiCaprio – Aviator
- Johnny Depp – Marzyciel
- Don Cheadle – Hotel Ruanda
- Clint Eastwood – Za wszelką cenę

### Najlepszy aktor drugoplanowy
- Morgan Freeman – Za wszelką cenę
- Alan Alda – Aviator
- Clive Owen – Bliżej
- Jamie Foxx – Zakładnik
- Thomas Haden Church – Bezdroża

### Najlepsza aktorka
- Hilary Swank – Za wszelką cenę
- Annette Bening – Julia
- Kate Winslet – Zakochany bez pamięci
- Catalina Sandino Moreno – Maria łaski pełna
- Imelda Staunton – Vera Drake

### Najlepsza aktorka drugoplanowa
- Cate Blanchett – Aviator
- Natalie Portman – Bliżej
- Sophie Okonedo – Hotel Ruanda
- Laura Linney – Kinsey
- Virginia Madsen – Bezdroża

### Najlepszy pełnometrażowy film animowany
- Brad Bird – Iniemamocni
- Bill Damaschke – Rybki z ferajny
- Andrew Adamson – Shrek 2

### Najlepsza scenografia i dekoracje wnętrz
- Dante Ferretti i Francesca Lo Schiavo – Aviator
- Gemma Jackson i Trisha Edwards – Marzyciel
- Rick Heinrichs i Cheryl Carasik – Lemony Snicket: Seria niefortunnych zdarzeń
- Anthony Pratt i Celia Bobak – Upiór w operze
- Aline Bonetto – Bardzo długie zaręczyny

### Najlepsze zdjęcia
- Robert Richardson – Aviator
- Caleb Deschanel – Pasja
- John Mathieson – Upiór w operze
- Xiaoding Zhao – Dom latających sztyletów
- Bruno Delbonnel – Bardzo długie zaręczyny

### Najlepsze kostiumy
- Sandy Powell – Aviator
- Alexandra Byrne – Marzyciel
- Colleen Atwood – Lemony Snicket: Seria niefortunnych zdarzeń
- Sharen Davis – Ray
- Bob Ringwood – Troja

### Najlepsza reżyseria
- Clint Eastwood – Za wszelką cenę
- Martin Scorsese – Aviator
- Taylor Hackford – Ray
- Alexander Payne – Bezdroża
- Mike Leigh – Vera Drake

### Pełnometrażowy film dokumentalny
- Ross Kauffman i Zana Briski – Przeznaczone do burdelu

### Krótkometrażowy film dokumentalny
- Robert Hudson i Bobby Houston – Mighty Times: The Children’s March

### Najlepszy montaż
- Thelma Schoonmaker – Aviator
- Jim Miller i Paul Rubell – Zakładnik
- Matt Chesse – Marzyciel
- Joel Cox – Za wszelką cenę
- Paul Hirsch – Ray

### Najlepszy film nieanglojęzyczny
- Alejandro Amenábar – W stronę morza
- Christophe Barratier – Pan od muzyki
- Kay Pollak – Jak w niebie
- Oliver Hirschbiegel – Upadek
- Darrell Roodt – Yesterday

### Najlepsza charakteryzacja
- Valli O’Reilly i Mitchell Stone – Lemony Snicket: Seria niefortunnych zdarzeń
- Jo Allen i Manolo García – W stronę morza
- Keith VanderLaan i Christien Tinsley – Pasja

### Najlepsza muzyka
- Jan A.P. Kaczmarek – Marzyciel
- John Williams – Harry Potter i więzień Azkabanu
- Thomas Newman – Lemony Snicket: Seria niefortunnych zdarzeń
- John Debney – Pasja
- James Newton Howard – Osada

### Najlepsza piosenka
- „Al Otro Lado Del Río” – Dzienniki motocyklowe – Jorge Drexler
- „Vois Sur Ton Chemin” – Pan od muzyki – muzyka: Bruno Coulais; słowa: Christophe Barratier
- „Learn To Be Lonely” – Upiór w operze – muzyka: Andrew Lloyd Webber; słowa: Charles Hart
- „Believe” – Ekspres polarny – Glen Ballard, Alan Silvestri
- „Accidentally In Love” – Shrek 2 – muzyka: Adam Duritz, Charles Gillingham, Jim Bogios, David Immerglück, Matthew Malley, David Bryson; słowa: Adam Duritz, Dan Vickrey

### Najlepszy dźwięk
- Scott Millan, Greg Orloff, Bob Beemer i Steve Cantamessa – Ray
- Tom Fleischman i Petur Hliddal – Aviator
- Randy Thom, Gary Rizzo i Doc Kane – Iniemamocni
- William B. Kaplan, Randy Thom, Tom Johnson, Dennis S. Sands – Ekspres polarny
- Kevin O’Connell, Greg P. Russell, Jeffrey J. Haboush i Joseph Geisinger – Spider-Man 2

### Najlepszy montaż dźwięku
- Michael Silvers i Randy Thom – Iniemamocni
- Randy Thom i Dennis Leonard – Ekspres polarny
- Paul N.J. Ottosson – Spider-Man 2

### Najlepsze efekty specjalne
- John Dykstra, Scott Stokdyk, Anthony LaMolinara i John Frazier – Spider-Man 2
- Tim Burke, Roger Guyett, Bill George i John Richardson – Harry Potter i więzień Azbakanu
- John Nelson, Andy Jones, Erik Nash i Joe Letteri – Ja, robot

### Krótkometrażowy film animowany
- Chris Landreth – Ryan

### Krótkometrażowy film aktorski
- Andrea Arnold – Osa
- Nacho Vigalondo – 7:35 rano
- Gary McKendry – Everything in This Country Must
- Ashvin Kumar – Little Terrorist
- Taika Waititi i Ainsley Gardiner – Dwa samochody, jedna noc

### Najlepszy scenariusz oryginalny
- Charlie Kaufman, Michel Gondry i Pierre Bismuth – Zakochany bez pamięci
- John Logan – Aviator
- Keir Pearson i Terry George – Hotel Ruanda
- Brad Bird – Iniemamocni
- Mike Leigh – Vera Drake

### Najlepszy scenariusz adaptowany
- Alexander Payne i Jim Taylor – Bezdroża
- Richard Linklater, Julie Delpy, Ethan Hawke – Przed zachodem słońca
- José Rivera – Dzienniki motocyklowe
- David Magee – Marzyciel
- Paul Haggis – Za wszelką cenę

### Oskar Honorowy
- Sidney Lumet – za całokształt osiągnięć jako scenarzysta, reżyser, aktor i producent